# Santa Tereza de Goiás
Santa Tereza de Goiás est une municipalité brésilienne de l'État de Goiás et la microrégion de Porangatu.